# Gétigné
Gétigné – miejscowość i gmina we Francji, w regionie Kraj Loary, w departamencie Loara Atlantycka.
Według danych na rok 2010 gminę zamieszkiwało 3397 osób, a gęstość zaludnienia wynosiła 141 osób/km².